# Linés
Linés es un despoblado aragonés del municipio del Aínsa-Sobrarbe (provincia de Huesca, España).

## Geografía
Linés se compone de dos casas, deshabitadas desde hace años y actualmente en ruinas, que se encuentran en alto en un serrado que baja desde las sierras de Buil y Camporretuno, en el valle de la Cinca. Debajo de la aldea, en la bajante norte del serrado, se encuentra el «barranco de la Capana», o «de Plampalacios», afluente del Cinca que termina en el pantano de Mediano en la segunda población.
La localidad dista, aproximadamente, 3 km al noroeste desde Camporrotuno, población habitada más próxima. En el año 2010, la Asociación de Amigos de los Caminos Tradicionales de Sobrarbe rehabilitó y desbrozó el camino tradicional que la unía con Santa María de Buil  pasando por El Sarrastaño.
Junto a La Capana y El Sarrastaño, pardinas que se encuentra en el valle del barranco, formó parte del municipio de Santa María de Buil,  desaparecido en los años 1960 al ser absorbido por el de Aínsa. Desde 1981, el municipio conjunto recibe el nombre de Aínsa-Sobrarbe.

## Toponimia
El investigador Manuel Benito Moliner propuso que la etimología del topónimo «Linés» era la palabra <*LINARIUM, que en latín significa «campo sembrado de lino».
Se trataría de un topónimo conectado semánticamente con los diferentes «Linés» repartidos por la geografía aragonesa con la misma etimología.